# Kastós
Kastós (grec : Καστός) est une île grecque faisant partie du dème (municipalité) de Leucade, Îles Ioniennes (Grèce) depuis la réforme des collectivités locales en 2011. L'île la plus proche est Kalamos, séparées par un chenal profond. Kastós dispose d'une école, et d'une église. La plupart des élèves îliens fréquentent l'école de Nydrí (sur l'île de Leucade).

## Géographie
L'île ne possède qu'un seul village, Kastós situé sur la côte est, avec une population de 78 habitants, impliqués principalement dans les métiers de la pêche et les services touristiques. L'île d'une longueur de 7 km du nord au sud et d'une largeur de 800 m, est d'une superficie de 5,901 km2 avec pour point culminant de 142 m au-dessus du niveau de la mer. Le continent est à environ 5 km au nord-est de la préfecture d'Étolie-Acarnanie.

## Population
| Année | Population de l'île |
| ----- | ------------------- |
| 1981  | 68                  |
| 1991  | 50                  |
| 2001  | 120                 |
| 2011  | 78                  |